# Родолюб Чолакович
Родолюб Чолакович (серб. Родољуб Чолаковић; 7 червня 1900, Бієліна, Австро-Угорщина — 30 березня 1983, Белград, Югославія) — югославський державний діяч, публіцист, прем'єр-міністр Народної Республіки Боснії і Герцеговини (1945—1948), Народний герой Югославії. Засновник і перший головний редактор щоденної газети Oslobođenje.

## Біографія
Член КПЮ з 1919 року. За замах в 1921 році на міністра внутрішніх справ Мілорада Драшковича був засуджений на 12 років каторги. Спільно з Мошею Піяде переклав у в'язниці на сербохорватську мову «Капітал» та «Злидні філософії» К. Маркса, а також «Держава і революція» В. Леніна. У 1933 році емігрував спочатку до Відня, а потім до Москви, де закінчив аспірантуру в Ленінській школі. Учасник громадянської війни в Іспанії. З кінця 1936 року входив до керівництва КПЮ, був членом Політбюро ЦК КПЮ до 1938 року. Потім редагував газети КПЮ «Пролетер» і «Класна Борба».
Під час війни — член Головного штабу Сербії і політичний комісар Головного штабу Боснії і Герцеговини, заступник голови уряду Югославії, член ЦК СКЮ. У Москві був відомий як Михайло Іванович Розенко.
У повоєнний час займав ряд відповідальних державних і партійних посад. У 1945—1948 рр. — прем'єр-міністр Республіки Боснії і Герцеговини, потім — міністр освіти ФНРЮ, заступник голови Союзного виконавчого віча Югославії.
Обирався членом ЦК Союзу комуністів Югославії і ЦК Комуністичної партії Боснії і Герцеговини. Був членом Президії Федеральної ради Соціалістичного союзу трудового народу Югославії.
У листопаді 1953 року удостоєний звання Народного героя Югославії.